# Brittney Reese

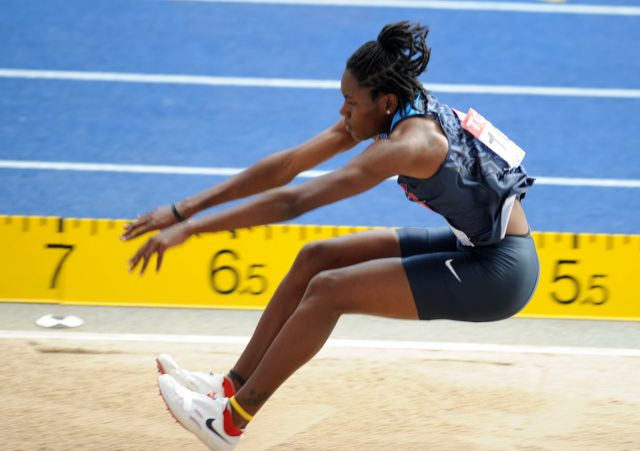
Wereldkampioene in Berlijn, 2009.

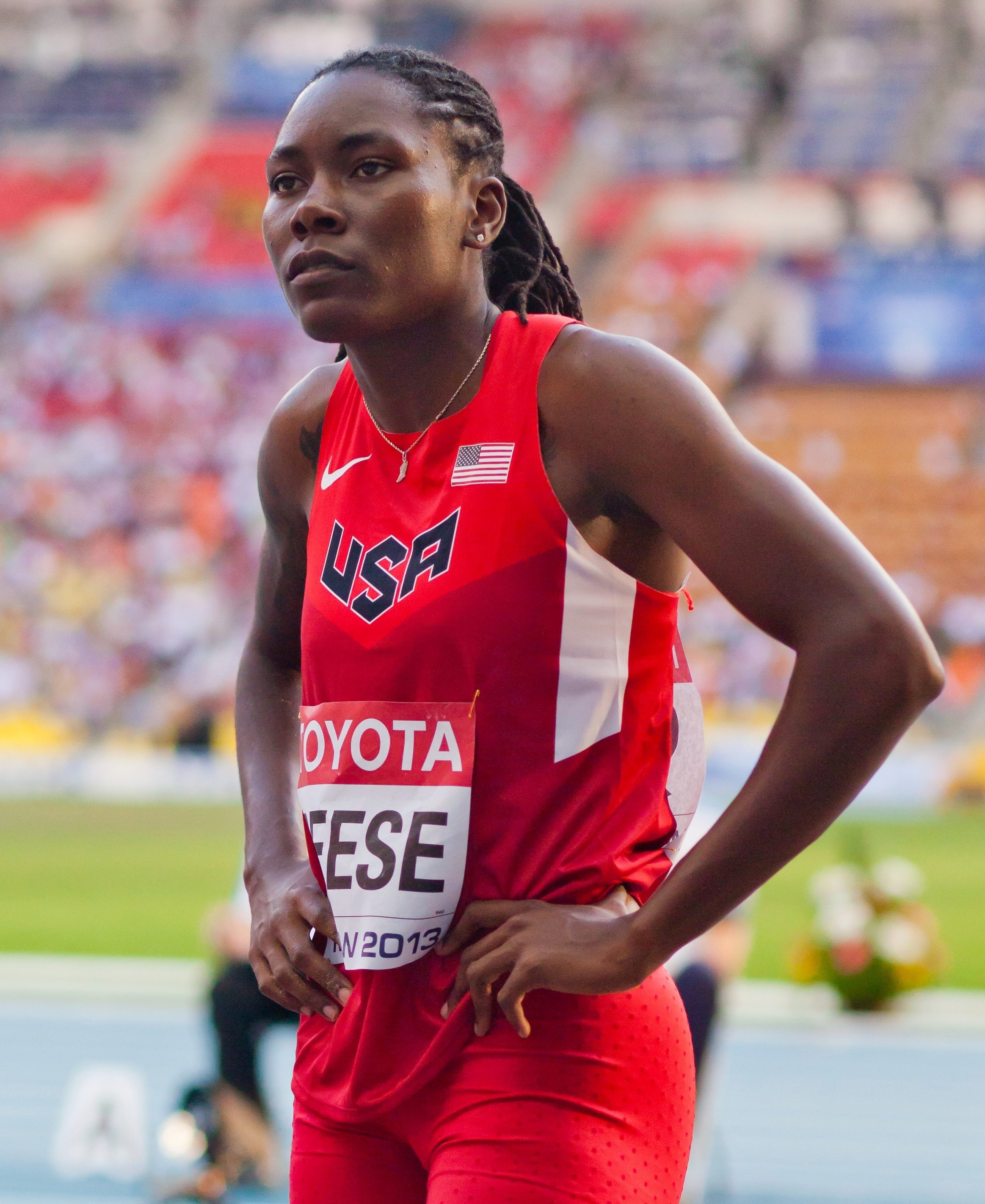
Brittney Reese in Moskou, voor de derde maal wereldkampioene.

Brittney Reese (Inglewood, 9 september 1986) is een Amerikaanse atlete, die gespecialiseerd is in het verspringen. Ze werd olympisch kampioene, meervoudig wereld- en Amerikaans kampioene in deze discipline. In totaal nam ze driemaal deel aan de Olympische Spelen en won, naaste haar gouden, ook nog eenmaal en zilveren medaille.

## Loopbaan

### Atletiek en basketbal
Na op jeugdige leeftijd te zijn verhuisd naar Gulfport in Mississippi, gaf Reese reeds in haar tijd als studente aan de Gulfport High School blijk van haar aanleg voor zowel het ver- als het hink-stap-springen; in beide disciplines werd zij staatskampioene. Na het behalen van haar diploma in 2004 ging zij studeren aan de Universiteit van Mississippi, waar zij lid werd van het vrouwen-basketbalteam van het Mississippi Gulf Coast Community College (MGCCC).

### Olympisch debuut
In 2007 brak Reese internationaal door in de atletieksport. Nadat ze eerder dat seizoen haar eerste titel had veroverd door NCAA-kampioene verspringen te worden, werd zij vervolgens tijdens de wereldkampioenschappen in Osaka op dit onderdeel achtste. Een jaar later prolongeerde zij allereerst haar NCAA-titel, waarna zij met een persoonlijk beste prestatie van 6,95 voor het eerst Amerikaans kampioene werd tijdens de Olympic Trials in Eugene en zich kwalificeerde voor de Olympische Spelen van 2008. Zo maakte zij op 21-jarige leeftijd in Peking haar olympische debuut, waarbij zij zich direct voor de verspringfinale plaatste. Hierin ze met 6,76 m vijfde.

### Wereldkampioene
In mei 2009 sprong Reese voor het eerst van haar leven voorbij de zeven meter; met 7,06 plaatste zij zich aan de kop van de wereldranglijst en was zij in een klap de grote favoriete voor de gouden medaille op de WK van 2009 in Berlijn. Die rol maakte zij waar en zo leverde Brittney Reese in Berlijn de eerste prestatie van formaat in haar atletiekcarrière. Met een PR-sprong van 7,10 versloeg ze de vorige wereldkampioene Tatjana Lebedeva uit Rusland, die zich ditmaal tevreden moest stellen met het zilver (6,97). Het brons was voor de Turkse Karin Mey Melis, die 6,80 sprong. In de geschiedenis van de WK atletiek was Reese met haar 22 jaar de op twee na jongste kampioene ooit.

### De ene titel na de andere
In de jaren die volgden bevestigde Reese de leidende positie die zij bij het verspringen inmiddels in de wereld had ingenomen en reeg de Amerikaanse de successen aaneen. Zo zegevierde ze op de wereldindoorkampioenschappen van 2010 door in de finale bij haar eerste poging 6,70 direct neer te zetten, waarna de concurrentie zich alleen nog maar inspande om het gat erachter zo klein mogelijk te houden. Daar slaagde de Portugese Naide Gomes met een beste sprong van 6,67 nog het beste in. In 2011, op de WK in Daegu, produceerde Reese in haar eerste poging met 6,82 slechts één geldige sprong, maar die was wel voldoende om haar in 2009 veroverde titel te prolongeren. Ditmaal kwamen de Russin Olga Koetsjerenko (tweede met 6,77) en de Litouwse Ineta Radēviča (derde met 6,76) nog het dichtst in haar buurt. Vervolgens was het zaak om ook haar indoortitel te continueren. Daarin slaagde zij op de WK indoor van 2012 in Istanboel door in haar laatste poging tot 7,23 te komen. Hiermee was Reese niet alleen de enige die de zeven metergrens overschreed, zij sprong hiermee tevens zowel een toernooi- als een nationaal indoorrecord.
Ten slotte zette Brittney Reese in datzelfde jaar de kroon op haar werk door met een beste sprong van 7,12 ook de gouden medaille op de Spelen in Londen te veroveren. De Russische Jelena Sokolova was in Londen de enige die eveneens voorbij de zeven meter kwam en met 7,07 nog enigszins in de buurt bleef van de Amerikaanse.

### Derde WK-titel in successie
In Moskou ging Reese in 2013 gewoon door met het veroveren van de belangrijkste titels. Op de WK van 2013 sprong zij opnieuw verder dan zeven meter, al was zij met haar 7,01 uiteindelijk maar 2 cm beter dan de Nigeriaanse Blessing Okagbare, die gedurende de wedstrijd erg dichtbij kwam, maar op een beste sprong van 6,99 bleef steken. De Servische Ivana Španovic sprong met 6,82 een nationaal record en werd derde.

### Terugslag
Na gedurende vijf jaar onafgebroken aan de top te hebben gestaan, laste Britney Reese in 2014 een pauze in om zichzelf opnieuw op te laden voor de jaren die volgden. Zij sloeg het indoorseizoen over en beperkte zich gedurende het outdoorseizoen tot het veroveren van de nationale titel bij het verspringen, haar zesde in totaal. Ze kwam dat jaar ook niet verder dan een beste jaarprestatie van 6,92, haar minste sinds 2007. Er begonnen zich echter ook lichamelijke ongemakken voor te doen, waardoor een terugkeer op het voor haar vertrouwde niveau in 2015 uitbleef. Heup- en rugklachten speelden haar gedurende het gehele jaar 2015 parten, met als gevolg dat zij op de WK in Peking niet in staat bleek om haar drievoudige wereldtitel te verdedigen. Met een voor haar doen schamele 6,39 kwam de Amerikaanse zelfs niet eens door de kwalificatieronde heen.

### Weer als vanouds
Op de WK indoor van 2016 in Portland was er van enig lichamelijk ongemak niets meer te merken en sprong Reese als vanouds. Zij moest er echter wel harder dan ooit voor werken om haar derde wereldindoortitel te veroveren. Lang zag het er in de finale namelijk naar uit, dat Ivana Španovic aan het langste eind zou trekken. Die had al bij haar eerste finalepoging 7,00 gesprongen en toen dat de Amerikaanse in de vijfde poging ten slotte eveneens lukte, sprong de Servische prompt 7,07. Een alles of niets poging was dus in de zesde en laatste ronde noodzakelijk en die kans greep Reese. Met 7,22 maakte ze aan alle twijfel een eind en won ze uiteindelijk met ruime marge. Ze bleef er maar één centimeter mee onder haar eigen nationale record.
Bij de WK van 2017 in Londen herstelde Reese zich van het echec in Peking in 2015 en heroverde zij de titel bij het verspringen, haar vierde in totaal. Met een beste poging van 7,02 bleef ze Darya Klishina (zilver; 7,00) en Tianna Bartoletta (brons; 6,97) nipt voor.

### Liefdadigheid
Brittney Reese doet in het dagelijks leven veel aan liefdadigheid. Zo schonk zij op 14 november 2011, Thanksgiving Day, 100 kalkoenen aan verschillende daklozen en religieuze organisaties in haar woonplaats Gulfport. Op deze wijze deed zij iets terug voor de gemeenschap die haar gedurende haar hele atletiekcarrière heeft gesteund. En op 26 oktober 2012 richtte zij de 'Brittney Reese Allied Sports scholarship' op, van waaruit jaarlijks een man en een vrouw in de gelegenheid worden gesteld om een twee- dan wel vierjarige studie te beginnen. In 2014 was die eer weggelegd voor de slechthorende Bailey Weinkam, die zodoende in de herfst van 2014 aan een studie aan het Community College van Baltimore County kon beginnen.

## Titels
- Olympisch kampioene verspringen - 2012
- Wereldkampioene verspringen - 2009, 2011, 2013, 2017
- Wereldindoorkampioene verspringen - 2010, 2012, 2016
- Amerikaans kampioene verspringen - 2008, 2009, 2010, 2011, 2012, 2014
- Amerikaans indoorkampioene verspringen - 2009, 2010, 2016
- NCAA-kampioene verspringen - 2008
- NCAA-indoorkampioene verspringen - 2008, 2009

## Persoonlijke records
Outdoor
| Onderdeel   | Prestatie         | Datum       | Plaats     |
| ----------- | ----------------- | ----------- | ---------- |
| 100 m       | 11,66 s           | 20 mei 2009 | Uberlândia |
| verspringen | 7,25 m (+1,6 m/s) | 10 mei 2013 | Doha       |

Indoor
| Onderdeel    | Prestatie   | Datum           | Plaats       |
| ------------ | ----------- | --------------- | ------------ |
| 50 m         | 6,29 s      | 3 februari 2011 | Saskatoon    |
| 60 m         | 7,24 s      | 4 februari 2011 | Saskatoon    |
| hoogspringen | 1,88 m      | 2 maart 2008    | Fayetteville |
| verspringen  | 7,23 m (NR) | 11 maart 2012   | Istanboel    |

## Palmares

### verspringen
- 2007:  Amerikaanse kamp. - 6,71 m
- 2007: 8e WK - 6,60 m
- 2008:  Amerikaanse kamp. - 6,95 m
- 2008: 5e OS - 6,76 m
- 2009:  Amerikaanse indoorkamp. - 6,71 m
- 2009:  Amerikaanse kamp. - 7,09 m (RW)
- 2009:  WK - 7,10 m
- 2009:  Wereldatletiekfinale - 7,08 m
- 2010:  Amerikaanse indoorkamp. - 6,89 m
- 2010:  WK indoor - 6,70 m
- 2010:  Amerikaanse kamp. - 7,08 m
- 2011:  Amerikaanse kamp. - 7,19 m
- 2011:  WK - 6,82 m
- 2012:  WK indoor - 7,23 m
- 2012:  Amerikaanse kamp. - 7,15 m
- 2012:  OS - 7,12 m
- 2013:  WK - 7,01 m
- 2014:  Amerikaanse kamp. - 6,92 m
- 2015: 12e in kwal. WK - 6,39 m
- 2016:  Amerikaanse indoorkamp. - 6,89 m
- 2016:  WK indoor - 7,22 m
- 2016:  OS - 7,15 m
- 2017:  WK - 7,02 m

Diamond League-overwinningen
- 2010:  Eindzege Diamond League
- 2010: Athletissima – 6,94 m
- 2010: Meeting Areva – 6,79 m
- 2010: Weltklasse Zürich – 6,89 m
- 2011:  Eindzege Diamond League
- 2011: Golden Gala – 6,94 m
- 2011: Athletissima – 6,85 m
- 2011: Herculis – 6,82 m
- 2011: Weltklasse Zürich – 6,72 m
- 2013: Qatar Athletic Super Grand Prix – 7,25 m
- 2013: Golden Gala – 6,99 m
- 2016: Prefontaine Classic - 6,92 m

1948: Olga Gyarmati ·
1952: Yvette Williams ·
1956: Elżbieta Krzesińska ·
1960: Vera Krepkina ·
1964: Mary Rand ·
1968: Viorica Viscopoleanu ·
1972: Heide Rosendahl ·
1976: Angela Voigt ·
1980: Tatjana Kolpakova ·
1984: Anișoara Cușmir-Stanciu ·
1988: Jackie Joyner-Kersee ·
1992: Heike Drechsler ·
1996: Chioma Ajunwa ·
2000: Heike Drechsler ·
2004: Tatjana Lebedeva ·
2008: Maurren Maggi ·
2012: Brittney Reese ·
2016: Tianna Bartoletta ·
2020: Malaika Mihambo ·
2024: Tara Davis-Woodhall
1983 Heike Drechsler ·
1987 Jackie Joyner-Kersee ·
1991 Jackie Joyner-Kersee ·
1993 Heike Drechsler ·
1995 Fiona May ·
1997 Ljudmila Galkina ·
1999 Niurka Montalvo ·
2001 Fiona May ·
2003 Eunice Barber ·
2005 Tianna Madison ·
2007 Tatjana Lebedeva ·
2009 Brittney Reese ·
2011 Brittney Reese ·
2013 Brittney Reese ·
2015 Tianna Bartoletta ·
2017 Brittney Reese ·
2019 Malaika Mihambo ·
2022 Malaika Mihambo ·
2023 Ivana Španović